# Nemoura meniscata
Nemoura meniscata är en bäcksländeart som beskrevs av Li, W. och Ding Yang 2007. Nemoura meniscata ingår i släktet Nemoura och familjen kryssbäcksländor. Inga underarter finns listade i Catalogue of Life.